# Fondation Kavli
 (janvier 2014).
La Fondation Kavli, basé à Oxnard, en Californie, est une fondation qui soutient l'avancement de la science et l'augmentation de la compréhension du public et son soutien pour les scientifiques et leur travail.
La Fondation Kavli a été créée en décembre 2000 par son fondateur et bienfaiteur, Fred Kavli, un chef d'entreprise norvégien et philanthrope dont la fondation est actuellement activement impliquée dans la création d'instituts de recherche dans les universités à travers les États-Unis, dans l'Europe, et en Asie.
À ce jour, la Fondation Kavli a accordé des subventions pour établir des Instituts Kavli sur les campus de 16 grandes universités. Outre les Instituts Kavli, six chaires Kavli ont été créées : deux à l'Université de Californie, Santa Barbara, un chacun à l'Université de Californie, Los Angeles, University of California, Irvine, Université Columbia, et l'Institut de technologie de Californie.

## Prix Kavli
Gérés par la Fondation Kavli, les Prix Kavli sont décernés à des scientifiques pour leurs avancées dans trois domaines de recherche: astrophysique, nanoscience et neuroscience. Composé d'un parchemin, d'une médaille et d'un prix en argent d'un million de dollars, un prix dans chacun de ces domaines est attribué tous les deux ans à compter de 2008. Les prix Kavli sont présentés en coopération avec l'Académie norvégienne des sciences et des lettres, le ministère norvégien de l'éducation et de la recherche (en) et le ministère norvégien des affaires étrangères (la Norvège étant le pays natal de son fondateur, Fred Kavli).
Les lauréats sont choisis par trois comités de prix de scientifiques éminents recommandés par l'Académie chinoise des sciences, l'Académie française des sciences, la Société Max Planck, l'Académie nationale des sciences des États-Unis et la Royal Society. Après avoir fait leur choix pour les lauréats, l’Académie norvégienne des sciences et des lettres doit confirmer les recommandations proposées par les comités.

## Instituts Kavli

### Astrophysique
- Institut Kavli pour l'astrophysique des particules et la cosmologie à l'Université Stanford, en Californie
- Institut Kavli de physique cosmologique à l’Université de Chicago, à Chicago, dans Illinois
- Institut Kavli d'astrophysique et de recherche spatiale au Massachusetts Institute of Technology, dans le Massachusetts
- Institut Kavli pour l'astronomie et l'astrophysique à l'Université de Pékin, en Chine
- Institut Kavli pour la cosmologie à l'Université de Cambridge, au Royaume-Uni
- Institut Kavli pour la physique et les mathématiques de l'univers à l'Université de Tokyo, à Tokyo, au Japon

### Nanoscience
- Institut Kavli pour la science à l'échelle nanométrique à l'Université Cornell, dans l’état de New York
- Institut Kavli de nanoscience  à l'Université Technique de Delft, aux Pays-Bas
- Institut Kavli de nanoscience de Caltech, l'Institut de technologie de Californie
- Institut Kavli pour la science et la technologie de bionanoscience à l'Université de Harvard, dans le Massachusetts

### Neuroscience
- Institut Kavli pour la science du cerveau à l'Université Columbia, à New York
- Institut Kavli pour le cerveau et l'esprit à l'Université de Californie, San Diego
- Institut Kavli de neuroscience à l'Université de Yale, dans le Connecticut
- Institut Kavli pour la neuroscience des systèmes à l'Université norvégienne des sciences et de la technologie, en Norvège
- Kavli Neuroscience Discovery Institute à l'Université Johns-Hopkins, à Baltimore, dans le Maryland
- Kavli Neural Systems Institute à l'Université Rockefeller, à New York
- Institut Kavli de neurosciences fondamentales de l'Université de Californie, San Francisco, à San Francisco

### Physique théorique
- Institut Kavli de physique théorique à l’Université de Californie, Santa Barbara à Santa Barbara, Californie
- Institut Kavli de physique théorique de Chine à l'Académie des sciences de Chine, à Pékin, en Chine